# Mùa ổi
Mùa ổi (tiếng Pháp: La Saison des Goyaves, tiếng Anh: The Season of Guavas hay The Guava House) là một bộ phim điện ảnh Việt Nam thuộc thể loại tâm lý của đạo diễn Đặng Nhật Minh. Bộ phim được chuyển thể theo nội dung truyện ngắn Ngôi nhà xưa do chính đạo diễn Đặng Nhật Minh chắp bút, xuất bản lần đầu năm 1993 trên Tạp chí Văn nghệ. Bộ phim được ra mắt lần đầu vào năm 2000 tại hạng mục Cạnh tranh Giải Báo Vàng trong khuôn khổ Liên hoan phim quốc tế Locarno lần thứ 53.

## Nội dung
Năm 13 tuổi, Hòa (Bùi Bài Bình) bị té từ trên cao và bị mất trí nhớ. Cuộc sống của Hòa từ đó về sau luôn chỉ dừng lại như một cậu bé ở tuổi 13. Trong căn hộ tập thể, Hòa là "người nhà" của tất cả các gia đình. Ai có việc gì cần nhờ, cứ "ới" một tiếng là Hòa có mặt và anh luôn làm những việc không công này một cách tận tình, dù rằng không ít người, vì thế, đã lạm dụng, xem Hòa như một kẻ để sai vặt. Chỉ riêng Thủy (Lan Hương), em gái ruột của Hòa, là cảm thấy đau lòng. Song điều khiến Thủy lo lắng hơn là Hòa thường lén về lại ngôi nhà cũ của gia đình, nơi Hòa đã ngã vì hái ổi. Ngôi nhà xưa vẫn còn đó, cây ổi vẫn còn kia nhưng đã thuộc về chủ mới. Người đàn ông "dở người" ngày ngày đến trước cổng nhà, nhìn qua cái ô vuông trống nơi người ta dành để thò vào mở khóa, nhìn ngắm lại căn nhà với một ánh mắt mừng vui hớn hở. Thoạt đầu, anh làm cho cô con gái người chủ mới sợ tưởng là kẻ trộm, nhưng sau khi hiểu ra, cô đã lén bố mẹ cho Hòa vào thăm lại ngôi nhà. Từng căn phòng, từng cánh cửa, từng khoảng sân, từng cành cây,... tất cả đều gợi dậy trong anh những ngày ấm êm tươi đẹp của tuổi thơ. Ở đó, anh có bố mẹ, có em gái và một không khí gia đình hạnh phúc.

## Diễn viên
- Bùi Bài Bình vai Hòa.
- Lan Hương vai Thủy (em gái của Hòa).
- Phạm Thu Thủy vai Loan.
- Lê Thị Hương Thảo vai Huệ.
- Hữu Độ vai bố Loan
- Phạm Khắc Lãm vai Luật sư
- Chiều Xuân vai vợ Luật sư
- Trần Lực vai chồng Thùy
- Phát Triệu vai ông cán bộ
- Thúy Ngần vai bà cấp dưỡng
- Đặng Thị Tản vai bà vú em
- Kiều Oanh vai bạn của Huệ
- Vũ Tăng vai bố Huệ
- Xuân Thức vai mẹ Huệ
- Cường Việt vai Trưởng phòng Giáo vụ
- Danh Nhân vai chủ khách sạn
- Hoàng Yến vai bà Thìn
- Lê Sỹ vai Luật sư 1
- Nguyễn Văn Hoan vai Luật sư 2
- Thu An vai Bà bán vàng mã
- Văn Hiệp vai Ông bảo vệ
- Mạnh Sinh vai Tự vệ dân phố
- Tuấn Dương vai Tự vệ dân phố
- Chí Kiên vai Công an trực ban
- Hà Đình Cát vai Giáo viên 1
- Thanh Liên vai Giáo viên 2
- Duy Thanh vai Bác sỹ 1
- Văn Bẩy vai Bác sỹ 2
- Chí Hiếu vai Hoà (lúc bé)
- Trà My vai Thủy (lúc bé)
- Minh Đức vai Hân (lúc bé)
- Mỹ Anh vai Bạn Thủy (lúc bé)

## Công chiếu và phát hành
"Mùa ổi" được công chiếu tại nhiều Liên hoan phim trong và ngoài nước. Bộ phim lần đầu được ra mắt tại Liên hoan phim quốc tế Locarno (Thụy Sĩ) lần thứ 53 vào ngày 10 tháng 8 năm 2000, tại đây bộ phim giành được 2 giải thưởng. Bộ phim sau đó lần lượt được công chiếu ở các liên hoan phim khác như: Liên hoan phim Quốc tế Rotterdam (Hà Lan) vào ngày 26 tháng 1 năm 2001; Liên hoan phim Göteborg (Thụy Điển) vào ngày 2 tháng 2 năm 2001; Liên hoan phim quốc tế Singapore vào ngày 23 tháng 4 năm 2001; Liên hoan phim quốc tế Karlovy Vary (Cộng hòa Séc) vào ngày 10 tháng 7 năm 2001; Liên hoan phim Thế giới Montreal (Canada) vào ngày 26 tháng 8 năm 2001; Liên hoan phim quốc tế Hawai'i (Mỹ) vào ngày 4 tháng 11 năm 2001; Liên hoan phim Châu Á Deauville (Pháp) vào ngày 7 tháng 3 năm 2002; Liên hoan phim Fukuoka (Nhật Bản) vào ngày 16 tháng 9 năm 2002 và Liên hoan phim quốc tế Cinemanila (Philippines) vào ngày 14 tháng 8 năm 2003.
Bộ phim lần đầu được công chiếu tại Việt Nam thông qua Liên hoan phim Việt Nam lần thứ 13 vào tháng 12 năm 2001. Năm 2018, bộ phim được công chiếu trở lại trong chương trình "Cinema Weekend" nằm trong dự án "Cinema to Audience" (Đưa điện ảnh tới khán giả) diễn ra tại Hà Nội do Trung tâm TPD tổ chức, dưới sự tài trợ bởi Quỹ CDEF – Đại sứ Quán Đan Mạch. Năm 2019, Mùa ổi cùng với Đến hẹn lại lên là 2 bộ phim Việt Nam được Viện Phim Anh phục chế lại ở định dạng HD và được chiếu miễn phí tại sự kiện "Phim như một di sản văn hoá" do Viện phim Việt Nam phối hợp thực hiện.

## Sự đón nhận
Theo chia sẻ của đạo diễn Đặng Nhật Minh, bộ phim từng được công chiếu ở Paris bắt đầu từ ngày 17 tháng 4 năm 2002 và được chiếu kéo dài trong 2 tháng trên toàn nước Pháp. Bộ phim được chiếu tại 12 cụm rạp lớn của Gaumont, và chỉ sau 10 ngày công chiếu đã thu hút hơn 17,000 khán giả đến xem phim. Đạo diễn rất vui vì bộ phim của mình được đón nhận tại thị trường quốc tế.

## Giải thưởng
| Năm  | Lễ trao giải                                      | Hạng mục                              | Đối tượng đề cử | Kết quả       | Nguồn  |
| ---- | ------------------------------------------------- | ------------------------------------- | --------------- | ------------- | ------ |
| 2000 | Liên hoan phim quốc tế Locarno lần thứ 53         | Giải Báo Vàng                         | Mùa ổi          | Đề cử         | [ 10 ] |
| 2000 | Liên hoan phim quốc tế Locarno lần thứ 53         | Góc nhìn Điện ảnh Mới                 | Mùa ổi          | Giải Nhì      | [ 10 ] |
| 2000 | Liên hoan phim quốc tế Locarno lần thứ 53         | Giải Don Quixote (FICC/IFFS Prize)    | Mùa ổi          | Đoạt giải     | [ 10 ] |
| 2000 | Liên hoan phim Pháp ngữ Quốc tế Namur             | Special Mention                       | Mùa ổi          | Đoạt giải     | [ 11 ] |
| 2001 | Liên hoan phim Việt Nam lần thứ 13                | Phim truyện điện ảnh xuất sắc         | Mùa ổi          | Bông Sen Vàng | [ 12 ] |
| 2001 | Liên hoan phim Việt Nam lần thứ 13                | Nam diễn viên chính xuất sắc          | Bùi Bài Bình    | Đoạt giải     | [ 12 ] |
| 2001 | Liên hoan phim Việt Nam lần thứ 13                | Quay phim xuất sắc                    | Vũ Đức Tùng     | Đoạt giải     | [ 12 ] |
| 2001 | Liên hoan phim Việt Nam lần thứ 13                | Âm nhạc xuất sắc                      | Đặng Hữu Phúc   | Đoạt giải     | [ 12 ] |
| 2001 | Liên hoan phim Quốc tế Singapore lần thứ 14       | Giải Màn Bạc cho Phim châu Á hay nhất | Mùa ổi          | Đề cử         | [ 13 ] |
| 2001 | Liên hoan phim Quốc tế Singapore lần thứ 14       | Nữ diễn viên chính xuất sắc           | Lan Hương       | Đoạt giải     | [ 14 ] |
| 2001 | Liên hoan phim quốc tế Rotterdam                  | Phim Châu Á xuất sắc                  | Mùa ổi          | Giải đặc biệt | [ 15 ] |
| 2001 | Liên hoan phim "Films from the South" Oslo, Na Uy | Honorable Mention                     | Mùa ổi          | Giải đặc biệt | [ 16 ] |